# Daria Schneider
Daria Hila Schneider (ur. 21 maja 1987 w Alamedzie) – amerykańska szablistka, dwukrotna medalistka mistrzostw świata.
Podczas mistrzostw świata w Katanii w 2011 roku Amerykanki w składzie: Ibtihaj Muhammad, Mariel Zagunis, Dagmara Wozniak i Daria Schneider zdobyły brązowy medal w turnieju drużynowym. Wynik ten Amerykanki w tym samym składzie powtórzyły na mistrzostwach świata w Kijowie rok później. Była też między innymi czwarta drużynowo na mistrzostwach świata w Paryżu w 2010 roku.
Nigdy nie wzięła udziału w igrzyskach olimpijskich.